# 吳春俚郡
吳春俚郡，中国南北朝时设置的郡。
南朝齐武帝永明六年（488年）置吳春俚郡，属越州。治所在广东省湛江市吴川市附近，治理当地的俚族，所以称之为俚郡。南梁、南陈废吳春俚郡。唐代冯士翙并妻吴川郡夫人墓在吴川市西五十里特思山，因为冯妻冼氏是吴春俚郡人，所以封为吴春郡夫人。